# Araschnia weismanni
Araschnia weismanni är en fjärilsart som beskrevs av Fischer 1902. Araschnia weismanni ingår i släktet Araschnia och familjen praktfjärilar. Inga underarter finns listade i Catalogue of Life.